# クウォダヴァ
クウォダヴァ（Kłodawa [kwɔˈdava]; ドイツ語: Tonningen）は、ポーランドのヴィエルコポルスカ県東部の町。
国土のほぼ中央に位置し、ヴァルタ川の支流のルギエレフカ川に面する。2014年の人口は6,699人。同国最大の岩塩鉱が稼働している。

## 歴史
約4000年前にはSłupeczka村近郊に集落が存在した。
約2500年前のルサチア文化の遺物が発見された。
11世紀、聖Giles教会が建設された。
1430年8月9日、ヴワディスワフ2世から都市法を与えられた。
1650年代の大洪水時代には、スウェーデン軍に占領され激しく破壊された。
外からの支援も有ったが、復興には長い時間がかかった。
1793年の第2次ポーランド分割の結果プロイセンに占領された。
1806年、ワルシャワ公国の一部になった。
1815年、ポーランド立憲王国(ロシア帝国の衛星国)の一部になった。
1867年、都市法を失った。
第一次世界大戦が終わるとポーランドに返還された。
1925年、都市法を再獲得した。
1940年、第二次世界大戦でナチス・ドイツに占領され、Tonningenと改名された。
1941年、1500人以上のクウォダヴァ在住のユダヤ人がヘウムノ強制収容所で虐殺された。
1943年、クウォダヴァ教区司祭のTeofil Choynowski神父がダッハウ強制収容所で殺害された。
1945年1月19日、ソ連の赤軍に占領された。

## クウォダヴァの著名人
- パヴェウ・ヴウォトコヴィツ：1370年頃～1435年。カトリック教会の教会法学者。クラクフ大学学長。1424年から亡くなるまでクウォダヴァの教区司祭を務めた。
- アーロン・コスミンスキー：1865年～1919年。2014年に切り裂きジャックと判明した。クウォダヴァ生まれ。

## 主要都市までの距離
- コウォ：20km (10マイル)—約20分
- コニン：50km (30マイル)—約45分
- ヴウォツワヴェク：50km (30マイル)—約45分
- ウッチ：65km (40マイル)—約1時間
- トルン：110km (70マイル)—約1時間30分
- ブィドゴシュチュ：150km (95マイル)—約2時間
- ポズナン：150km (95マイル)—約2時間
- ワルシャワ：150km (95マイル)—約2時間